# Charlotte Despard
Charlotte Despard (Edimburgo,15 de junho de 1844 - Belfast,10 de novembro de 1939) foi uma sufragista anglo-irlandesa, socialista, pacifista, ativista do Sinn Féin e romancista. Ela foi uma dos fundadores da Liga da Liberdade Feminina, Cruzada da Paz Feminina e Liga Irlandesa de Franquia Feminina, e ativista em uma ampla gama de organizações políticas ao longo de sua vida, incluindo, entre outras, a União Social e Política Feminina, Liga Humanitária, Partido Trabalhista, Cumann na mBan e Partido Comunista da Grã-Bretanha.
Despard foi presa quatro vezes por seu ativismo sufragista, e ela continuou ativamente fazendo campanha pelos direitos das mulheres, alívio da pobreza e paz mundial até os 90 anos.